# ماسنة
ماسِنة هي بلدة صغيرة وبلدية ريفية في دائرة ماسنة في منطقة سيغو في جنوب وسط مالي. وينتسب إليها أحمد لب الماسنيّ، وأحمد بابا التنبكتيّ.
تبلغ مساحة البلدية 1100 كيلومتر مربع وتحتوي على البلدة الرئيسية وعشرين قرية. بلغ عدد سكان البلدية 36.170 نسمة حسب تعداد عام 2009.
تقع بلدة المسينة على الضفة الشمالية (اليسرى) لنهر النيجر. تشكل الأراضي الزراعية المحيطة بالمدينة جزءًا من المساحة المروية لمكتب النيجر وتستخدم لزراعة الأرز. تحول المياه من نهر النيجر عند منبع سد ماركالا ثم تدخل في شبكة من القنوات.